# برت بینه (بالاکن)
برت بینه (به لاتین: Beretbinə، به آواری: Беретросу) یک منطقه مسکونی در جمهوری آذربایجان است که در شهرستان بالاکن واقع شده‌است.